# Oscar De Bona
Oscar De Bona (Trichiana, 27 dicembre 1948) è un politico italiano, presidente della Provincia di Belluno dal 1990 al 2004.

## Biografia
Già esponente del Partito Socialista Italiano, è stato Presidente della Provincia di Belluno dal 1990. Dopo lo scioglimento di quel partito, è entrato a far parte del movimento "L'Intesa Dolomitica" ed è stato rieletto Presidente della Provincia nel 1995 e nel 1999. In tale anno è anche candidato alle elezioni europee con lo SDI nella circoscrizione dell'Italia nord-orientale, senza essere eletto. Anche alla seconda e terza rielezione ha presentato la lista locale denominata L’Intesa Dolomitica, che successivamente ha fatto un accordo con il Nuovo PSI. 
Dal 2005 al 2010 De Bona è stato assessore regionale in Veneto dei Flussi Migratori e altro nella terza giunta di Giancarlo Galan. Nel 2010 si candida per un posto nel Consiglio regionale del Veneto nella Provincia di Belluno, senza successo. Dal 2010 al 2015 è stato Presidente dell’Ente Fiera di Longarone-Dolomiti. Dal 2012 è Presidente della Associazione Bellunesi nel Mondo e dal 2018  Vicepresidente  dell’Unaie (Unione Nazionale Associazioni Immigrati ed Emigrati). È stato anche sindaco nel 1990 e consigliere comunale nel suo paese natale a Trichiana dal 1975 al 2009